# ロビーカード

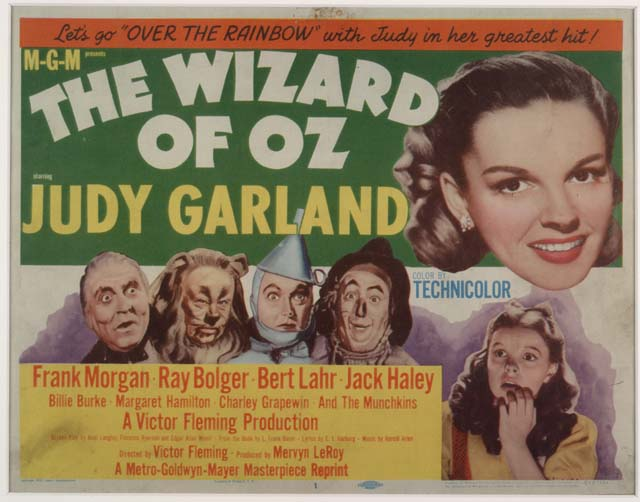
『オズの魔法使』（1939年）の1955年版ロビーカード

ロビーカード（Lobby card）とは、映画館向けに作成された、映画の宣伝素材である。おもに映画館ホールのロビーに設置されていたため、この名が付いた。

## 概要
人物における宣材写真にあたり、映画会社が宣伝するために制作するために配布される。大きさも様々でA4より少し大きいサイズのものや、ハガキよりやや大きいものもある。映画の一場面を切り取ったスチル写真や、色彩豊かに描かれた絵を素材とし、写真用の印画紙ではなく厚紙へ印刷され、数枚から十数枚を1セットにして映画館に配布された。また、プレス向けに配られる資料に含まれている場合もある。
上映後は用済みとなり、映画会社に返却されるか廃棄される事が多いが、他の宣伝素材のみならず映画自体に無い独自の場面を描いたものがあったり、見た目の美しさから映画マニアの間でコレクターズアイテムになっている。特に人気のあるもの・貴重なものには高値が付くものもあり、1964年のクリスティーズでは、エルヴィス・プレスリー主演の『監獄ロック』の8枚組ロビーカードセットが1,000ドルという高値で落札された。
実際に映画館で予告編を見るほかに映画の宣伝方法が限られていた時代、ポスターと並んで貴重な宣伝媒体であったが、大型シネマコンプレックスの台頭、テレビやインターネットなど宣伝方法の拡充により、徐々に需要は失われつつあるとされている。

## 関連事項
- スチル写真
- 映画ポスター
- パンフレット
- チラシ